# Hemipsilichthys gobio
Hemipsilichthys gobio is een straalvinnige vissensoort uit de familie van de harnasmeervallen (Loricariidae). De wetenschappelijke naam van de soort werd als Xenomystus gobio in 1874 gepubliceerd door Christian Frederik Lütken.